# 小林哲夫 (教育ジャーナリスト)
小林 哲夫（こばやし てつお、1960年 - ）は、日本の教育ジャーナリスト。

## 略歴
神奈川県生まれ。教育、社会問題を総合誌などに執筆。学生による社会運動を中心に取材を行っている。1994年より『大学ランキング』（朝日新聞出版）の編集に携わる。

## 著書
- 『理系就職・転職白書』丸善 2005
- 『ニッポンの大学』講談社現代新書 2007
- 『東大合格高校盛衰史 60年間のランキングを分析する』光文社新書 2009
- 『高校紛争1969-1970 「闘争」の歴史と証言』中公新書 2012
- 『中学・高校・大学最新学校マップ グループ・系列から進学・資格実績まで1冊でわかる』河出書房新社 2013
- 『シニア左翼とは何か 反安保法制・反原発運動で出現』朝日新書 2016
- 『早慶MARCH 大学ブランド大激変』朝日新書　2016
- 『神童は大人になってどうなったのか』太田出版 2017/8
- 『女子学生はどう闘ってきたのか』サイゾー 2020.5
- 『学校制服とは何か その歴史と思想』 朝日新書 2020/10
- 『大学とオリンピック　1912-2020　歴代代表の出身大学ランキング』 中公新書ラクレ 2020/10
- 『神童は大人になってどうなったのか』 朝日新聞出版 2020/12
- 『平成・令和 学生たちの社会運動 SEALDs、民青、過激派、独自グループ』 光文社新書 2021/1
- 『「旧制第一中学」の面目 全国47高校を秘蔵データで読む』 NHK出版新書 2022/1
- 『改訂版 東大合格高校盛衰史 1949年～最新ランキング徹底解剖』光文社新社 2023/2 ISBN 978-4334046514
- 『特色・進路・強みから見つけよう！ 大学マップ』ちくまプリマー新書 2023/7 ISBN 978-4480684561

### 共著
- 『日本の「学歴」 : 偏差値では見えない大学の姿』 小林哲夫, 橘木俊詔 著 朝日新聞出版 2022/11

## 出演

### 映画
- 『北園現代史 ～自由の裏に隠された衝撃の実態～』（2021年）